# 初恋 (Base Ball Bearのアルバム)
『初恋』（はつこい）は、Base Ball Bearの2枚目のミニアルバム。

## 解説
前作『新呼吸』から約8か月ぶり、ミニアルバムとしてはメジャーデビューミニアルバム『GIRL FRIEND』から約6年3か月ぶりのリリース。
ジャケット写真はアダルトビデオ監督カンパニー松尾が撮影した。
オリコンチャートの2012年7月23日付週間CDアルバムランキングでは9,882枚を売り上げ9位にランクインした。

## 収録曲

### CD
| #         | タイトル                 | 作詞                  | 作曲                  | 編曲                      | 時間  |
| --------- | ------------------------ | --------------------- | --------------------- | ------------------------- | ----- |
| 1.        | 「初恋」                 | 小出祐介              | 小出祐介              | Base Ball Bear・ 玉井健二 | 5:50  |
| 2.        | 「ぼくらのfrai awei」    | 小出祐介・ 前山田健一 | 小出祐介・ 前山田健一 | Base Ball Bear            | 4:23  |
| 3.        | 「君はノンフィクション」 | 小出祐介              | 小出祐介              | 岡村靖幸                  | 5:34  |
| 合計時間: | 合計時間:                | 合計時間:             | 合計時間:             | 合計時間:                 | 15:47 |

### 初回限定盤DVD
1. 60-Minute Live Track From “TOUR 新呼吸”
  - 2012年5月20日にZepp Tokyoで開催された、ライブツアー「Base Ball Bear TOUR 新呼吸」の初日公演の音源を収録。

| #   | タイトル                       | 作詞 | 作曲・編曲 |
| --- | ------------------------------ | ---- | ---------- |
| 1.  | 「深朝」                       |      |            |
| 2.  | 「ダビングデイズ」             |      |            |
| 3.  | 「Transfer Girl」              |      |            |
| 4.  | 「転校生」                     |      |            |
| 5.  | 「スローモーションをもう一度」 |      |            |
| 6.  | 「short hair」                 |      |            |
| 7.  | 「青い春.虚無」                |      |            |
| 8.  | 「kodoku no synthesizer」      |      |            |
| 9.  | 「yoakemae」                   |      |            |
| 10. | 「新呼吸」                     |      |            |

### 楽曲について
1. 初恋
  - 映画「図書館戦争 革命のつばさ」主題歌
  - 小出が本屋で『図書館戦争』の映画化を知り、映画制作スタッフに直談判した。スタッフも快諾し、主題歌として起用された。
  - 制作にあたって、前作『新呼吸』以来のリリース、『図書館戦争シリーズ』の完結編、映画主題歌などのバランスとそのプレッシャーに悩み、小出がスランプに陥ってしまった。楽曲が映画の予告編に使用されるため[注釈 1]何とか完成させたものの、予告編公開後、小出は歌詞がどうしても気に入らず映画制作スタッフに了承を得て、歌詞をほぼ全て書き直している。そのため予告編と本編では歌詞が異なっている。小出は「「GIRL FRIEND」以来の壁だった」「自分で「やらせてくれ」と言っておきながら、曲が全然出来なくて本当にすいません」と語っている。
  - オリジナルアルバムに収録されていない。
  - ベストアルバム『バンドBのベスト』・『増補改訂完全版「バンドBのベスト」』収録
2. ぼくらのfrai awei
  - ヒャダインとの共作。歌詞は、「100点満点中（良い意味で）2点」を目指して制作された。
  - 「frai awei」というタイトルは、「fly away」という単語を"間違えている"のではなく"書けない"というコンセプト。
3. 君はノンフィクション
  - 岡村靖幸がプロデュースした。岡村を敬愛する小出にとって、念願のコラボとなった。
  - Base Ball Bearの楽曲としては、この時点まで取り入れられることがなかったシンセサイザーが入っている[注釈 2]。小出曰く「楽曲として一番幸せなゴールを迎えさせたかったため」。
  - タイトルは、架空の化粧品CMのキャッチコピーをイメージして作られた。この時もう一つ制作された「君だけにモテたい」は、2014年の岡村と小出によるシングル「愛はおしゃれじゃない」の原型となっている。